# Ari Wibowo
Ari Wibowo, właśc. Raden Arianto Wibowo Wirjodiprodjo Ali Mustopo (ur. 26 grudnia 1970 w Berlinie) – indonezyjski aktor.

## Życiorys
Urodził się w 1970 r. w Berlinie jako syn Wibowo Wirjodiprojo i Sibylle Ollmann. Przez dziesięć lat mieszkał w Niemczech.
Debiutował w 1989 r. w filmie Valentine Kasih Sayang Bagimu. Zagrał też główne role w produkcjach: Pengantin (1990), Aku Rindu (1991), Pesta (1992), Si Manis Jembatan Ancol (1993), Sepuluh (2009), Langit Biru (2011), 7/24 (2014), This Is Cinta (2015).
Dwukrotny laureat Panasonic Awards (1998, 2000) w kategorii ulubiony aktor (za rolę w serialu Tersanjung).
Brat aktorki Iry Wibowo.

## Filmografia
Źródło: 
Filmy
- Valentine Kasih Sayang Bagimu (1989)
- Pengantin (1990)
- Aku Rindu (1991)
- Pesta (1992)
- Si Manis Jembatan Ancol (1993)
- Sepuluh (2009)
- Andartu Terlampau...21 Hari Mencari Suami (2010) (Malezja)
- Langit Biru (2011)
- 7/24 (2014)
- This Is Cinta (2015)

Seriale telewizyjne
- Keluarga Van Danoe
- Deru Debu (1994–1996)
- Jacky
- Impian Dewata
- Badai Pasti Berlalu (1996)
- Terlanjur Sayang
- Perjalanan
- Tersanjung 1 (1998–2005)
- Tersanjung 2 (1998–2005)
- Janji Hati
- Dewi Nirmala 7
- Dewi & Cinta 1
- Dewi & Cinta 2
- Harga Diri 1
- Harga Diri 2
- Cinta Berkalang Noda
- Dia
- Seandainya
- Rahasiaku
- Aku Bukan Aku
- Suami Dan Suamiku
- Putri (2007)
- Mawar Melati (2010)
- Arti Sahabat (2010)
- Binar Bening Berlian (2011)
- Separuh Aku (2012)
- Jodohku (2013)
- Detak Cinta (2014)
- Rain (2015)
- Anak Menteng (2015)
- Anak Langit (2017)

Reklamy
- Minak Djinggo International
- Ovale Maskulin
- Fatigon
- Carvil

## Dyskografia
- Satu Yang Pasti (1999) wraz z Cool Colours[4]